# Parafia św. Andrzeja Boboli w Kosobudach
Parafia św. Andrzeja Boboli w Kosobudach – parafia rzymskokatolicka z siedzibą w Kosobudach, znajdująca się w dekanacie Krasnobród, w diecezji zamojsko-lubaczowskiej. 
Parafia erygowana została 26 lutego 1919 roku, dekretem biskupa lubelskiego, Mariana Fulmana. 
Do parafii należą wierni z następujących miejscowości: Bliżów, Hubale Kolonia, Kosobudy-Bór, Kosobudy, Skaraszów, Szewnia Dolna, Szewnia Górna, Wieprzec, Wierzchowiny, Wólka Wieprzecka, Wychody.
Liczba wiernych: 2280. 

## Proboszczowie parafii
Źródło:
- Dominik T.J. organizator parafii
- ks. Stanisław Soszyński 1918–1928
- ks. Henryk Dubiszewski 1928–1934
- ks. Adam Tabisiak   1934–1939
- ks. Andrzej Busiuk   1939–1939
- ks. Franciszek Kapalski   chwilowy administrator
- ks. Władysław Mich   chwilowy administrator
- ks. Mieczysław Karpiński   administrator 1939–1940
- ks. Franciszek Kapalski   administrator 1940–1940
- ks. Jerzy Bielecki (redemptorysta)   administrator tymczasowy
- ks. Jan Chlebicki    administrator 1940–1941
- ks. Jakub Kopciński    administrator 1941–1948
- ks. Kazimierz Żydowo    administrator 1948–1957
- ks. Stanisław Malikowski   1957–1974
- ks. Jan Strep 15.09.1974–23.06.1979
- ks. Eugeniusz Pikuła 1979–1985
- ks. Stanisław Żytkowski 1985–1990
- ks. Józef Zdybel   1990–2008
- ks. Janusz Raczyński   2008–2011
- ks. Józef Zwolak   od 2011